# Jean de Suarez d’Aulan
Jean de Suarez d’Aulan, właśc. markiz Marie Quenin Félix Ghislain Foulques Jean de la Croix Harouard de Suarez d’Aulan (ur. 20 listopada 1900 w Savasse, zm. 8 października 1944 w Altkirch) – francuski bobsleista, olimpijczyk.
W 1934 roku na mistrzostwach świata w Garmisch-Partenkirchen wywalczył wraz z kolegami brązowy medal w konkurencji czwórek mężczyzn.
Jako kierowca wyścigowy uczestniczył w wyścigu 24h Le Mans w 1925, zajmując 14. miejsce.
Podczas II wojny światowej działał we francuskim ruchu oporu. Będąc prezesem stowarzyszenia producentów wina w Szampanii przechowywał broń ze zrzutów spadochronowych w piwnicach winnych. po zdemaskowaniu zbiegł do Afryki Północnej. Walczył jako pilot myśliwski. Zginął w 1944 roku, kiedy jego Republic P-47 Thunderbolt został zestrzelony przez Messerschmitta Bf 109. Był odznaczony Legią Honorową i Krzyżem Wojennym.

## Występy na IO
| Rok  | Igrzyska olimpijskie | Konkurencja      | Wyniki      |
| 1924 | Chamonix 1924        | czwórki mężczyzn | 4. miejsce  |
| 1928 | Sankt Moritz 1928    | czwórki mężczyzn | 14. miejsce |
| 1936 | Ga-Pa 1936           | czwórki mężczyzn | 9. miejsce  |
| 1936 | Ga-Pa 1936           | dwójki mężczyzn  | 14. miejsce |